# Podledovcové jezero

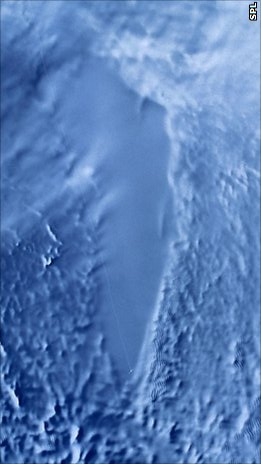
Satelitní snímek jezera Vostok.

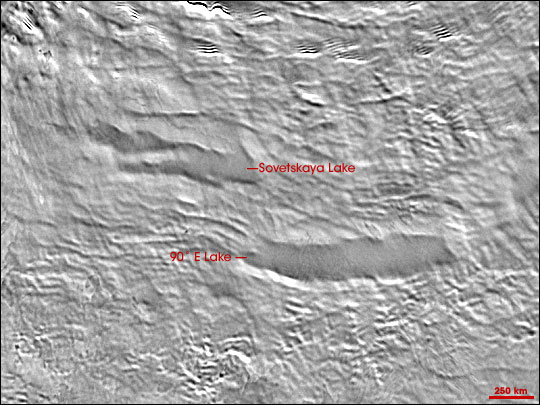
Jezero Sovetskaya a jezero 90° East na satelitním snímku Antarktického ledového štítu.

Podledovcová jezera (též subglaciální jezera) jsou jezera nacházející se pod ledovým příkrovem. Voda v těchto jezerech je udržována v kapalném skupenství díky geotermálnímu teplu neustále přicházejícímu z podloží a vysokému tlaku, kterým tlačí váha ledu nad jezerem (voda pod tlakem vydrží kapalná při nižších teplotách).
Vrstva ledu těsně nad hladinou jezera díky geotermálnímu teplu pomalu odtává (řádově milimetry za rok) a tím jezero neustále získává další vodu. Podledovcová jezera tak mohou mít odtoky, ale žádné přítoky. Procesy probíhající v těchto jezerech jsou velmi pomalé a četným mikroorganismům poskytují unikátní biotop. Jezera mohou zůstat izolovaná i miliony let od vnějšího světa.

## Charakteristika a výskyt
Na povrchu lze přítomnost podledovcového jezera rozpoznat díky tomu, že ledovec na větší ploše nemá tolik trhlin a jeho povrch je celkově hladší. To platí i pro velmi tlustou vrstvu ledu. Zhlazení povrchu je způsobeno tím, že tření mezi ledem a hladinou vody je zanedbatelné. Led tak na hladině jezera pouze plave a jeho struktura není narušována velkým třením ani výstupky z podložní horniny, jak je tomu v okolí jezera. Existenci jezera je tak možno odhadnout z ptačí perspektivy pouhým okem. Nejedná se však o spolehlivou metodu.
Pro jednoznačné dokázání přítomnosti podledovcového jezera je třeba použít data z radaru. Radarový snímek jezera se vyznačuje zesílením odraženého signálu v místech, kde se nachází hladina.
V Antarktidě, v Grónsku a ledovci Vatnajökull na Islandu je celkem známo přes 400 podledovcových jezer. V Antarktidě se vyskytují zejména v oblastech Dómů A a C.

## Příklady
- Vostok - první objevené a největší známé podledovcové jezero nacházející se ve Výchdní Antarktidě
- jezero Ellsworth - podledovcové jezero v Západní Antarktidě
- jezero Sovetskaya - objeveno roku 2006 nedaleko Vostoku společně s jezerem 90° East
- jezero Whillans
- 90° East